# Brandon Molale
Brandon Molale (Pocatello, 24 novembre 1971) è un attore e stuntman statunitense.

## Biografia
Cresciuto a Concord, California, si è laureato in pubblicità e marketing presso la Fresno State University. Durante gli anni degli studi, oltre ad approcciare alla recitazione, è stato un giocatore di football americano.
Inizia la sua attività nel mondo del cinema verso la fine degli anni novanta, partecipando ad oltre 90 film e a numerose serie televisive. Grazie all'imponente fisicità (è alto 1,93 m) ottiene spesso ruoli fisici e mascolini, ha partecipato a film come Mr. Deeds, Palle al balzo - Dodgeball, Collateral, L'altra sporca ultima meta, Piacere Dave e molti altri. Come stuntman ha lavorato nei film The Guardian - Salvataggio in mare, Ladykillers, Una scatenata dozzina, Il tesoro dell'Amazzonia ed è stato la controfigura dell'attore Kevin Durand in Lost e nel film Real Steel.
Per la televisione è apparso nelle serie televisive Better Off Ted, Reno 911!, Dollhouse e True Blood.

## Filmografia parziale

### Cinema
- I Flintstones in Viva Rock Vegas (The Flintstones in Viva Rock Vegas), regia di Brian Levant (2000)
- Il maestro cambiafaccia (The Master of Disguise), regia di Perry Andelin Blake (2002)
- Mr. Deeds, regia di Steven Brill (2002)
- Il tesoro dell'Amazzonia (The Rundown), regia di Peter Berg (2003)
- Collateral, regia di Michael Mann (2004)
- Palle al balzo - Dodgeball (Dodgeball: A True Underdog Story), regia di Rawson Marshall Thurber (2004)
- L'altra sporca ultima meta (The Longest Yard), regia di Peter Segal (2005)
- The Guardian - Salvataggio in mare (The Guardian), regia di Andrew Davis (2006)
- Mission: Impossible III, regia di J. J. Abrams (2006)
- Balls of Fury (2007)
- Piacere Dave (Meet Dave), regia di Brian Robbins (2008)
- Aiuto vampiro (Cirque du Freak: The Vampire's Assistant), regia di Paul Weitz (2009)
- Trust, regia di David Schwimmer (2010)
- Little Murder (2011)
- Gangster Squad, regia di Ruben Fleischer (2013)
- Blackhat, regia di Michael Mann (2015)
- City of Lies - L'ora della verità (City of Lies), regia di Brad Furman (2018)

### Televisione
- Streghe (Charmed) - serie TV, 1 episodio (2006)
- Prison Break - serie TV, 1 episodio (2008)
- iCarly - sitcom, 1 episodio (2009)
- True Blood - serie TV, 5 episodi (2011)
- Granite Flats - serie TV, 12 episodi (2013-2015)